# Tueur de vampires

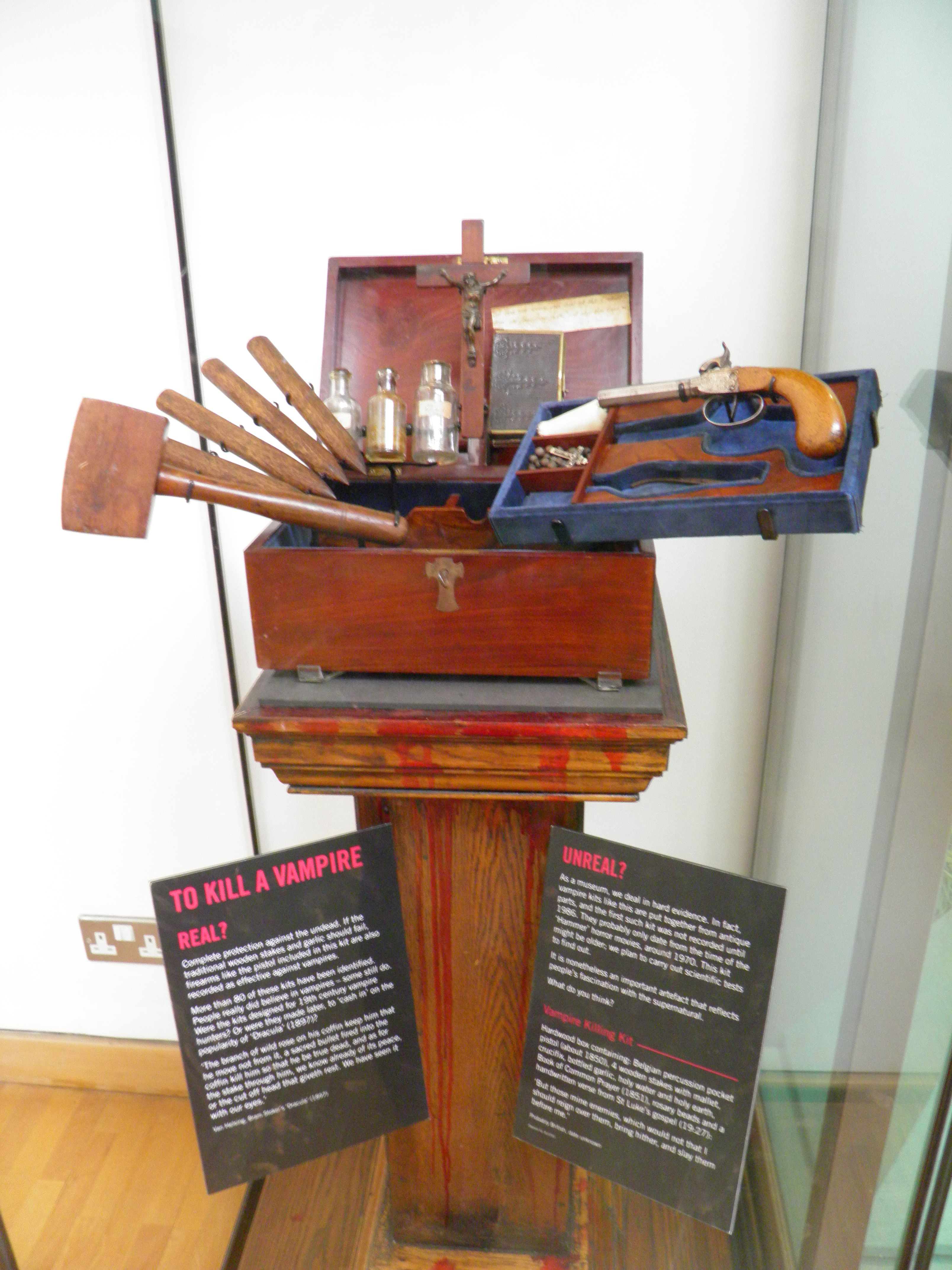
Dans le folklore et la fiction, les chasseurs de vampires utilisaient un équipement spécial pour tuer les vampires. Cela a inspiré la création et la vente de kits pour tuer les vampires. Ce kit, qui comprend des pieux en bois, un maillet, un crucifix et un pistolet, est un assemblage moderne exposé aux Royal Armouries.

Le tueur de vampires est un stéréotype de personnage de fiction.

## Dans le folklore
Les chasseurs de vampires professionnels ou semi-professionnels jouaient un rôle dans les croyances vampiriques des Balkans (notamment dans les croyances populaires bulgares, serbes et roumaines). En bulgare, les termes utilisés pour les désigner comprenaient glog (littéralement « aubépine », l'essence de bois utilisée pour le pieu), vampirdzhiya, vampirar, dzhadazhiya, svetocher.
Ils étaient généralement nés un samedi (alors appelés sabbatariens, sâbotnichav en bulgare, sabbatianoí en grec), ou censément issus d'un mariage entre un vampire et une femme (généralement sa veuve), appelés dhampir en roumain ou vampirović en serbe. On croyait également qu'une personne née un samedi pouvait voir un vampire invisible,, (et parfois aussi d'autres entités surnaturelles) ; il en était de même pour le dhampir. Dans le cas des sabbatariens, on croyait parfois qu'il fallait les nourrir de la viande d'un mouton tué par un loup (vâlkoedene en bulgare) ; cela leur permettrait de ne pas craindre ce qu'eux seuls pouvaient voir. Dans les légendes croates et slovènes, les villages possédaient leurs propres chasseurs de vampires, appelés kresniks, dont les esprits pouvaient se transformer en animaux la nuit pour combattre les vampires ou les kudlaks.
Certains portaient un équipement comprenant un maillet, un pieu et un crucifix. S'il faisait partie d'une église, il contenait de l'eau bénite, de l'huile sainte, etc. Cependant, les objets les plus importants qu'il transportait étaient des objets tels que des cordes, des pieds-de-biche, voire des pistolets,,.

## Dans la fiction
L'exemple le plus connu de chasseur de vampires dans la fiction est celui d'Abraham Van Helsing, personnage du roman Dracula, et d'autres œuvres de fiction adaptant ou modifiant cette œuvre. Parmi les personnages plus récents, on trouve Buffy Summers, dite « la Tueuse de Vampires », du film et de la série télévisée du même nom. Les chasseurs de vampires sont également apparus dans des jeux vidéo, tels que la série des Castlevania (l'occupation de la célèbre lignée Belmont) et The Elder Scrolls (avec des factions comme la Garde de l'Aube).
Bien que principalement représentés comme humains, d'autres types de chasseurs de vampires existent également. Les dhampires, aux sangs mêlés d'humain et de vampire, sont très répandus. Alucard de la série Castlevania, D de la série de romans Vampire Hunter D et sese adaptations animées. Créé par Marv Wolfman, Blade, le personnage de Marvel Comics, est un personnage mi-humain, mi-vampire qui utilise sa force et son agilité surhumaines pour chasser les vampires et autres monstres. Ce personnage a donné naissance à une adaptation cinématographique en 1998, qui a donné naissance à une franchise.
Certains chasseurs de vampires sont eux-mêmes des vampires. La série télévisée dérivée de Buffy, Angel, met ainsi en scène un vampire chasseur de vampires. Le personnage principal, Angel, vampire doté d'une conscience, est souvent représenté combattant des vampires et des démons. On trouve d'autres exemples connus comme Morbius dans la série du même nom de Marvel Comics et Zero Kiryuu du manga et anime Vampire Knight. 